# アムクワ郡 (オレゴン州)
アムクワ郡（英: Umpqua County）は、アメリカ合衆国オレゴン州にかつて存在した郡である。オレゴン準州議会により1851年1月24日、オレゴン南西部のアムクワ川流域に設立された。当時アムクワ地域では金が発見されており、多くの人々が新しく成立したアムクワ郡に移住した。アムクワ郡議会の第1回会議は1852年にエルクトンで開かれたが、後に郡政府はグリーンバレー、ヨンカラに移転した。
1852年1月7日、準州議会はアムクワ郡東部を分離しダグラス郡を設置した。1853年12月22日、今度はアムクワ郡の西部がクーズ郡として分離した。1862年10月16日、残りの地域がダグラス郡に編入され、アムクワ郡は廃止された。
アムクワ郡消滅の原因について、一説には現地のゴールドラッシュの終焉に伴う人口の減少とあるが、他説では政治的要因が絡んでいたとも言われている。